# Camí del desig

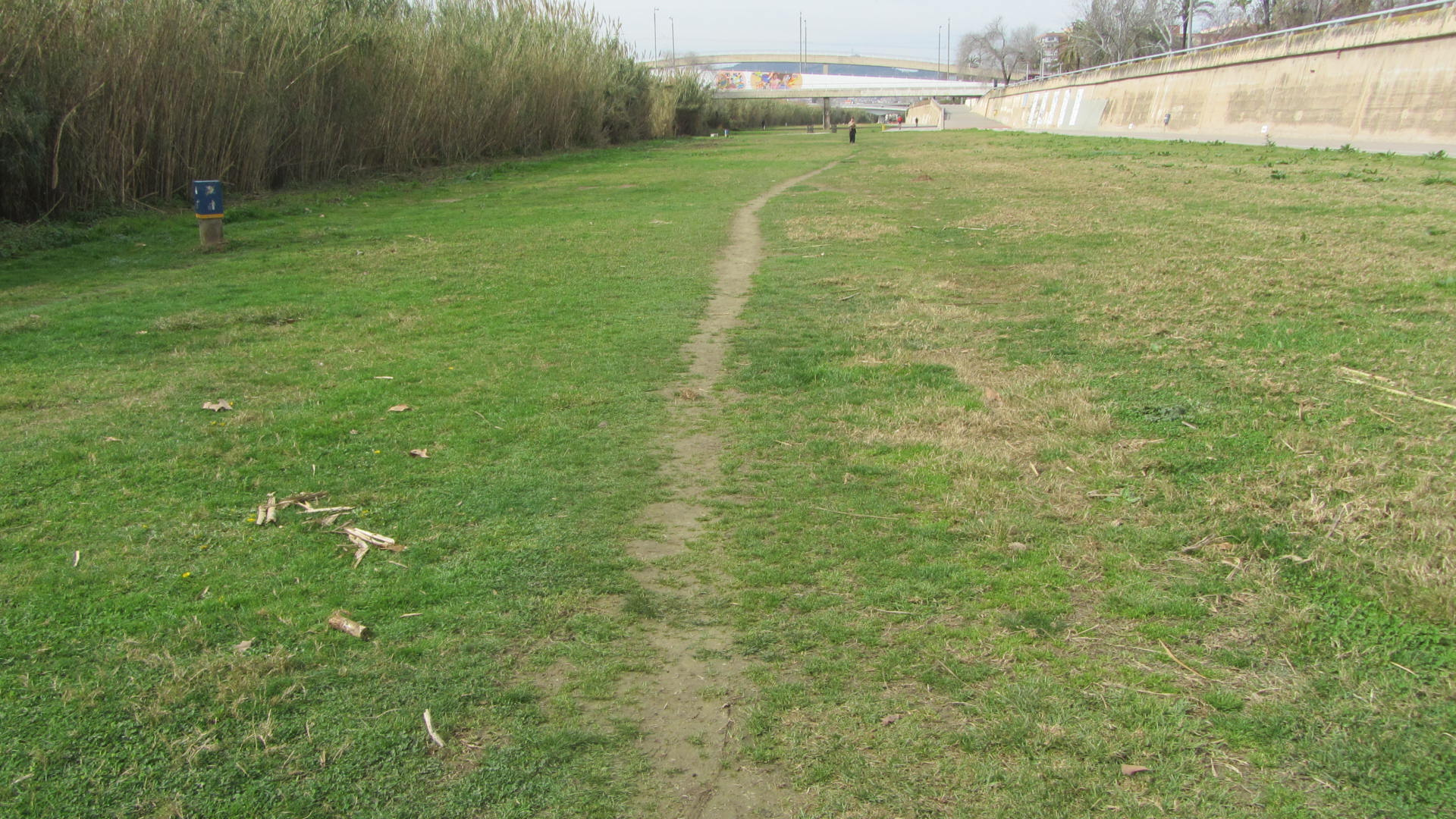
Camí del desig a la riba del riu Besòs a prop de la platja de Sant Adrià del Besòs.

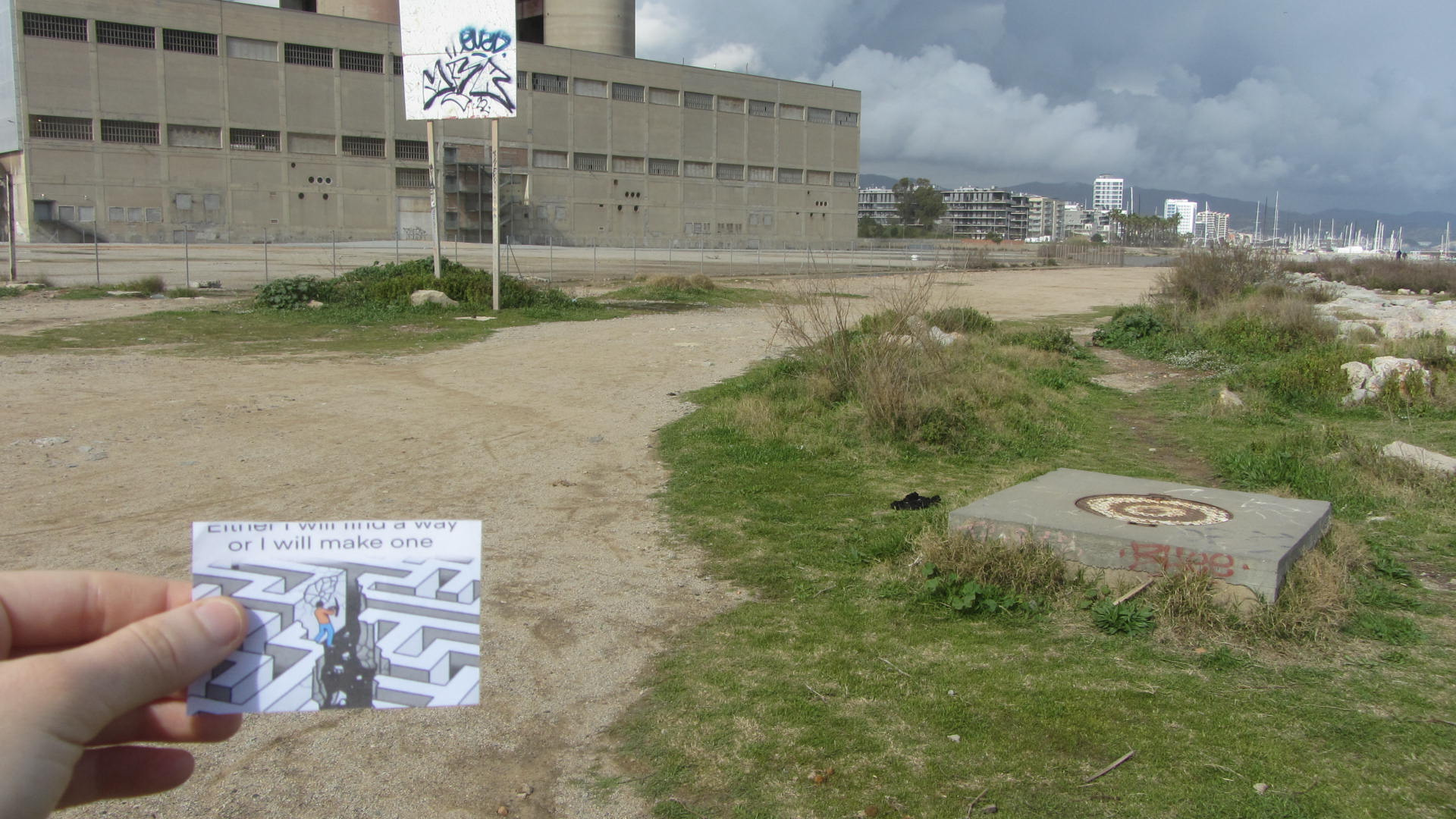

Un camí del desig o línia del desig és un rastre creat per l'activitat humana en l'espai que altera el paisatge arquitectònic preexistent. Descriu qualsevol petjada o rastre humà que marca un gest sostingut en el temps que erosiona els objectes, la matèria i l'espai.
15 passatges sobre un mateix lloc són suficients per crear un camí distintiu, l'existència del qual atrau el seu ús continuat.